# RTS 2
RTS 2 – szwajcarski kanał telewizyjny, należący do Radio Télévision Suisse (RTS), francuskojęzycznego oddziału publicznego nadawcy radiowo-telewizyjnego SRG SSR. Został uruchomiony w 1997, w wyniku przekształcenia wcześniejszego kanału Suisse 4, wspólnego dla trzech stref językowych Szwajcarii. Początkowo nosił nazwę TSR2, obecną uzyskał 29 lutego 2012. Tego samego dnia siostrzany TSR1 został przemianowany na RTS Un.
Stacja emituje transmisje i magazyny sportowe, filmy dokumentalne, programy kulturalne, a także specjalne pasmo dla młodszych widzów. W roku 2012 osiągnęła we francuskojęzycznej części Szwajcarii średnią oglądalność na poziomie 7,5%, co dało jej czwarte miejsce na tym rynku – za RTS Un oraz nadawanymi z Francji kanałami TF1 i M6. Kanał jest dostępny w zachodnich kantonach Szwajcarii w naziemnym przekazie cyfrowym, a w całym kraju we wszystkich sieciach kablowych. Prowadzony jest także przekaz z satelity Eutelsat Hot Bird 13B, jednak jest on kodowany.